# Loderhof-Weiher
Das Gebiet Loderhof-Weiher ist ein mit Verordnung vom 24. November 1993 durch das Regierungspräsidium Tübingen ausgewiesenes Naturschutzgebiet (NSG-Nummer 4.232) im Gebiet der Stadt Tettnang im Bodenseekreis in Baden-Württemberg, Deutschland.

## Lage
Das rund zehn Hektar große Naturschutzgebiet Loderhof-Weiher gehört naturräumlich zum Westallgäuer Hügelland. Es liegt südöstlich von Tettnang, in den Gemarkungen Tannau und Langnau, zwischen den Ortsteilen Gebhardsweiler im Norden, Rappertsweiler im Süden und Wiesertsweiler im Westen, auf einer Höhe von 500 m ü. NN. Das NSG Buchbach ist umgeben vom Landschaftsschutzgebiet „Endmoränenwall und Flachmoor nördlich Rappertsweiler“; direkt anschließend liegt nördlich davon das NSG Buchbach.

## Schutzzweck
Wesentlicher Schutzzweck ist die Erhaltung und Verbesserung eines reich strukturierten Ökosystems. Dieses besteht aus Pfeifengrasstreu-, Nass- und Feuchtwiesen, Grünlandflächen, Einzelbaumbeständen und Gehölzstrukturen, einer feuchten Waldlichtung, einem nährstoffarmen Hangquellmoorbereich sowie einem Verlandungsflachmoor mit einer besonders gefährdeten Flora aus Kalkkleinseggenrieden.

## Flora und Fauna
Aus der schützenswerten Fauna sind zahlreiche Tag- und Nachtfalter, Widderchen, Wiesenbrüter und Libellen zu nennen.
Im Bereich der Flora sind besonders der große Orchideenreichtum und die Mehlprimel-Kopfbinsen-Gesellschaft hervorzuheben. Des Weiteren wachsen hier viele Glazialrelikte und seltene Sumpfpflanzen.